# Josias, Jéchonias et Salathiel

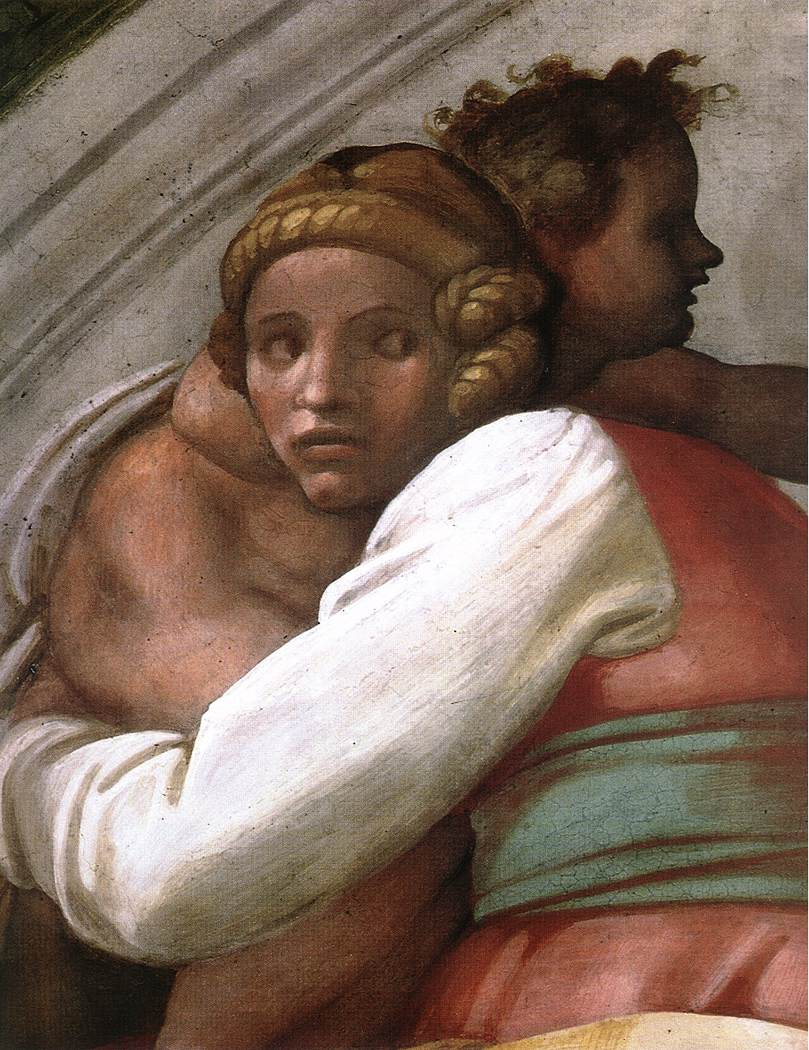
Détail.

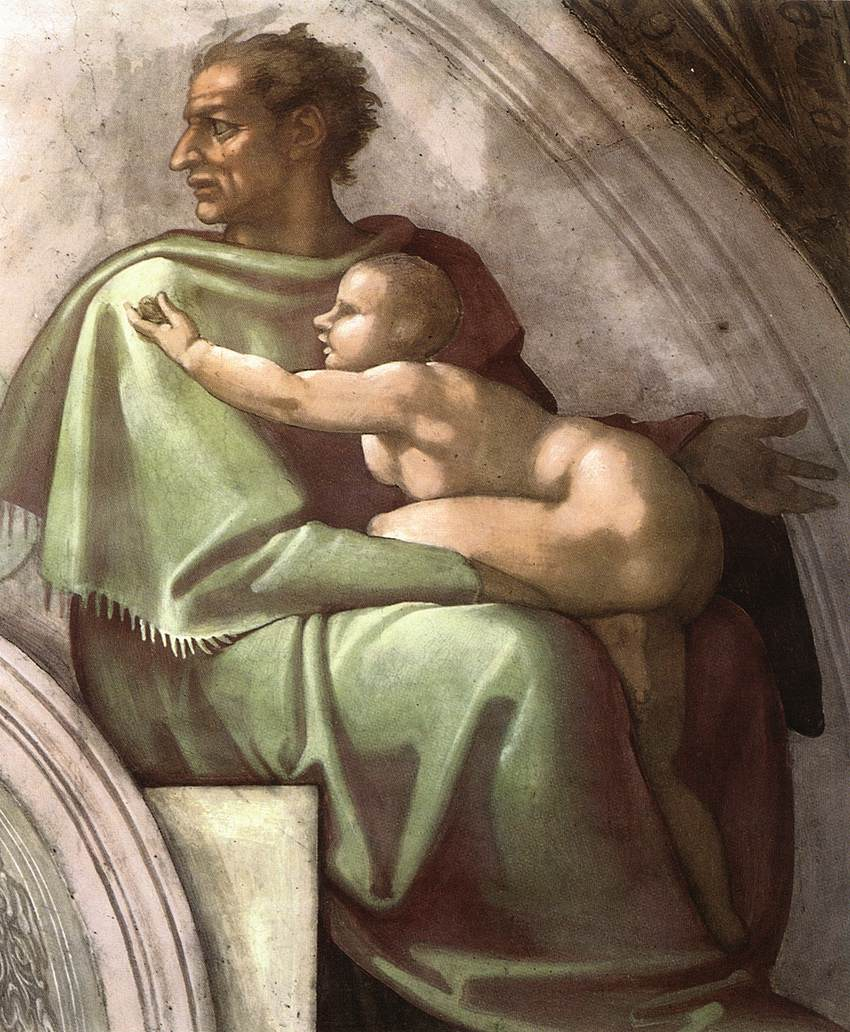
Détail.

Josias, Jéchonias et Salathiel est une  fresque réalisée sur une lunette par Michel-Ange vers 1508-1511, laquelle fait partie de la décoration du mur du fond de la chapelle Sixtine, dans les musées du Vatican  à Rome, dans le cadre des travaux de décoration de la voûte, commandés par Jules II.

## Histoire
Les lunettes, qui contiennent la série des Ancêtres du Christ, ont été réalisées, comme le reste des fresques de la voûte, en deux phases, à partir du mur du fond, en face de l'autel. Les derniers épisodes, d'un point de vue chronologique, des histoires ont donc été les premiers à être peints. À l'été 1511, la première moitié de la chapelle devait être achevée, nécessitant le démontage de l'échafaudage et sa reconstruction dans l'autre moitié. La deuxième phase, qui a débuté en octobre 1511, s'est terminée un an plus tard, juste à temps pour le dévoilement de l'œuvre la veille de la Toussaint 1512.
Parmi les parties les plus noircies de la décoration de la chapelle, les lunettes ont été restaurées avec des résultats étonnants en 1986.
La lunette de Josias, Jéchonias et Salathiel est probablement la sixième à être peinte par Michel-Ange.

## Description et style
Les lunettes suivent la généalogie du Christ à partir de l'Évangile de Matthieu. Josias, Jéchonias et Salathiel  sont représentés dans l'avant-dernière lunette du mur gauche ; l'un des trois personnages, mais on ne sait pas lequel, est représenté dans le groupe familial de la voile au-dessus.
Un groupe de personnage est représenté sur chaque moitié de la lunette, entrecoupé du cartouche avec les noms des protagonistes écrits en capitales romaines : « IOSIAS / IECHONIAS / SALATHIEL ».
Josias, fils d'Amon, est généralement indiqué comme étant l'homme de droite et Jéchonias comme le fils qu'il tient sur ses genoux. La lunette suivante sur le même mur, avec Ézéchias, Manassé et Amon représente les ancêtres les précédant immédiatement. Le fait qu'ils soient côte à côte, au lieu d'être opposés comme tous les autres, brise le rythme de la lecture, soulignant probablement la période de l'exil à Babylone.
Pour la première fois, les deux groupes sont unis par une relation dramatique claire, avec les deux enfants qui se précipitent l'un vers l'autre, tendant les bras d'un geste impétueux. Celui qui est sur les genoux de l'homme a un objet indéterminé dans sa main, et semble vouloir le donner à l'autre enfant. Si le père secoue la tête en arrière, peut-être par surprise (comme le suggère la main gauche ouverte), la mère semble en revanche vouloir éviter l'échange en se retirant brusquement, avec une expression d'appréhension et un geste protecteur envers son enfant qu'elle serre avec force. Les accords chromatiques les plus brillants de la scène se situent à cet endroit, avec la chemise blanche, la robe rose nouée à la taille par une ceinture verte et le manteau jaune sur les jambes ; la tête est éclairée par les traits légers de la coiffure aux tresses blondes enroulées. L'homme, en revanche, porte un manteau à la seule teinte verte, qui recouvre toute sa silhouette, avec comme seul détail décoratif le bord frangé. Sa physionomie est bien caractérisée, avec une définition soignée et incisive qui rappelle les portraits romains.